# ユッセ城
ユッセ城（ユッセじょう、Château d'Ussé）は、フランスのアンドル＝エ＝ロワール県、レニ・ユッセに位置する城である。
11世紀のCount of Blois用の拠点であり、最初の城塞はアンドル川を見下ろすシノンの森の端にある高い台地に建てられた。その後、1485年から1535年にかけて現在の城が建造された。
シャルル・ペローはユッセ城で『眠れる森の美女』の作品を書いた。ユッセ城がお姫様が目覚めたお城のモデルである。
世界遺産「シュリー＝シュル＝ロワールとシャロンヌ間のロワール渓谷」に含まれる。

ユッセ城 - Château d'Ussé
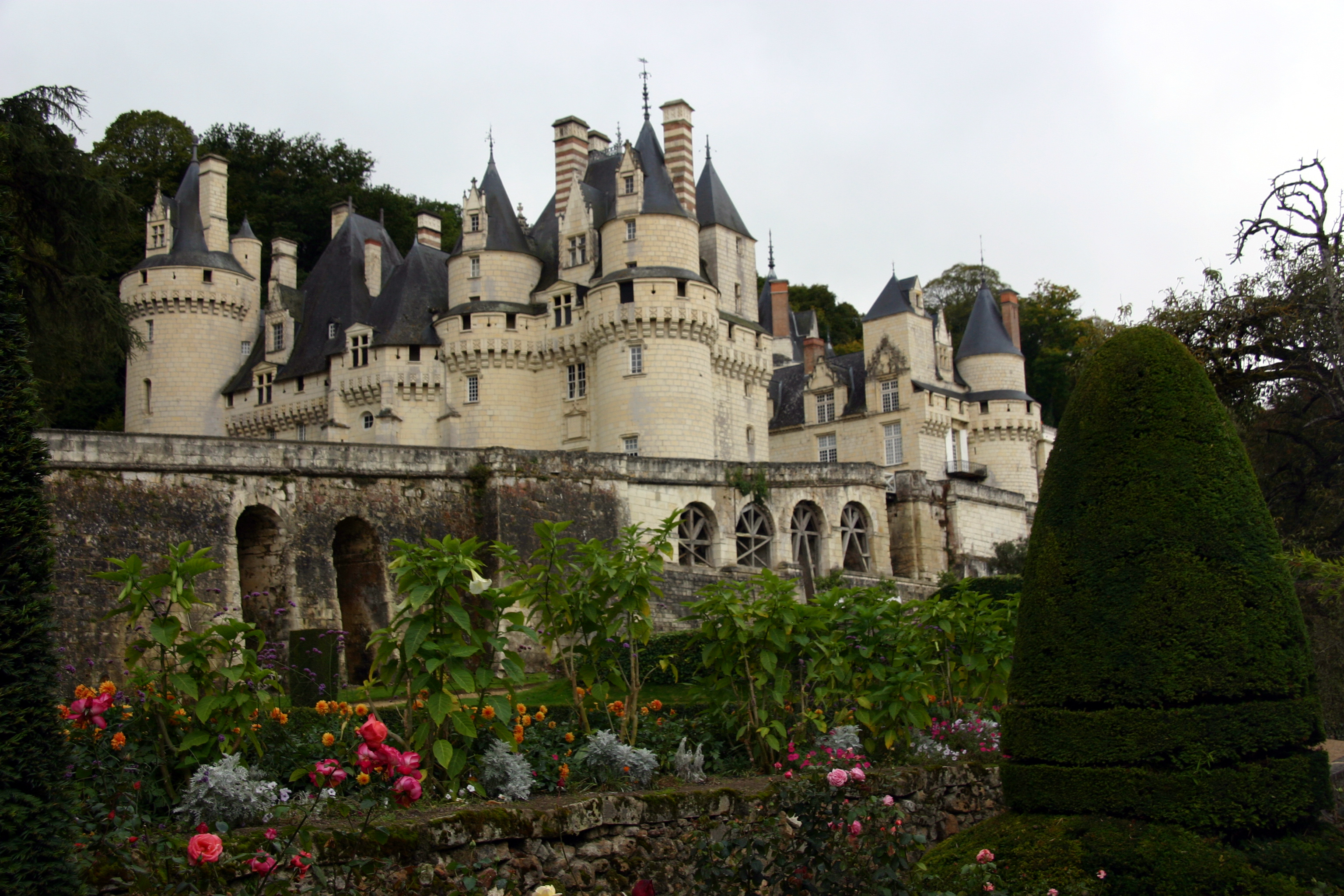
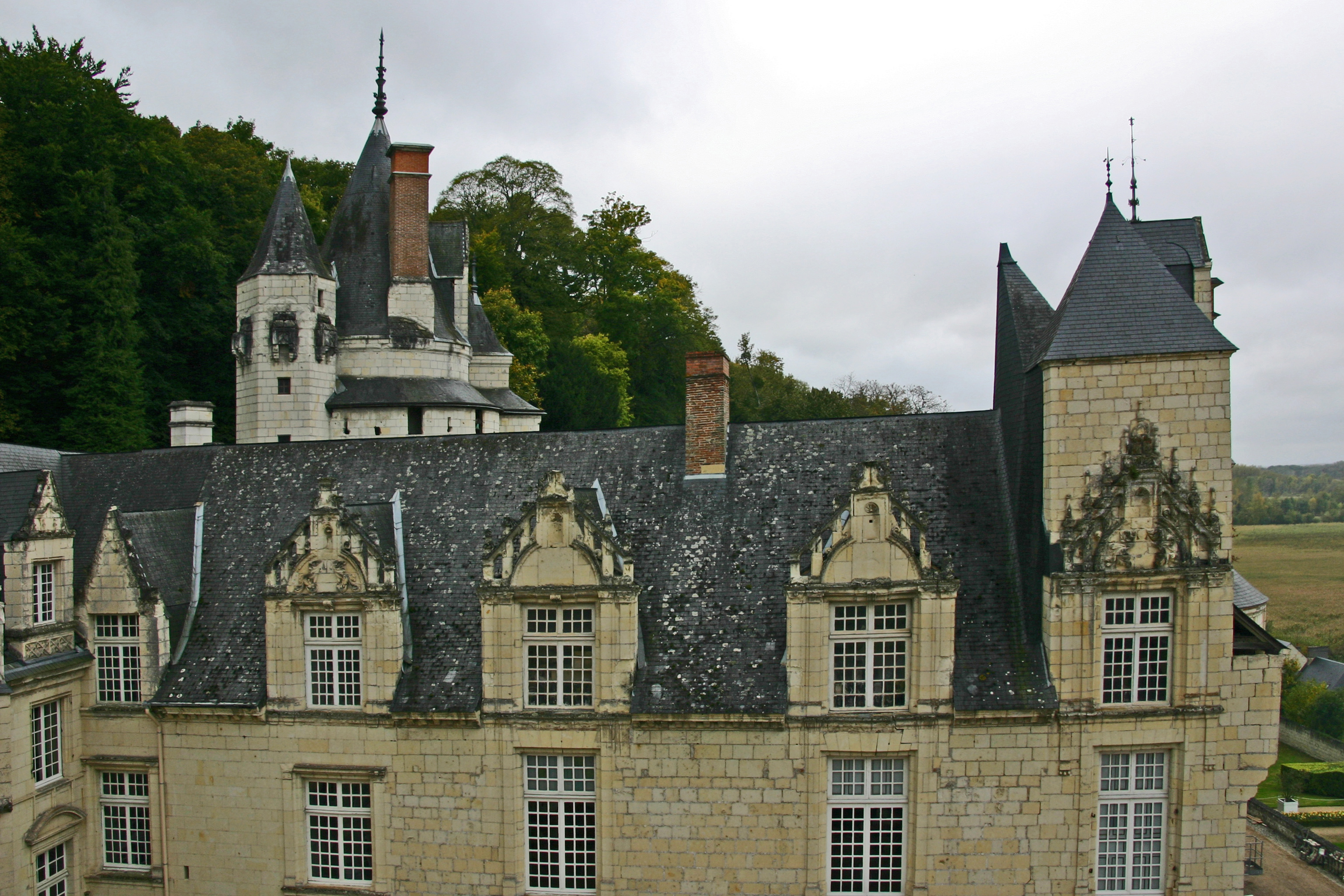
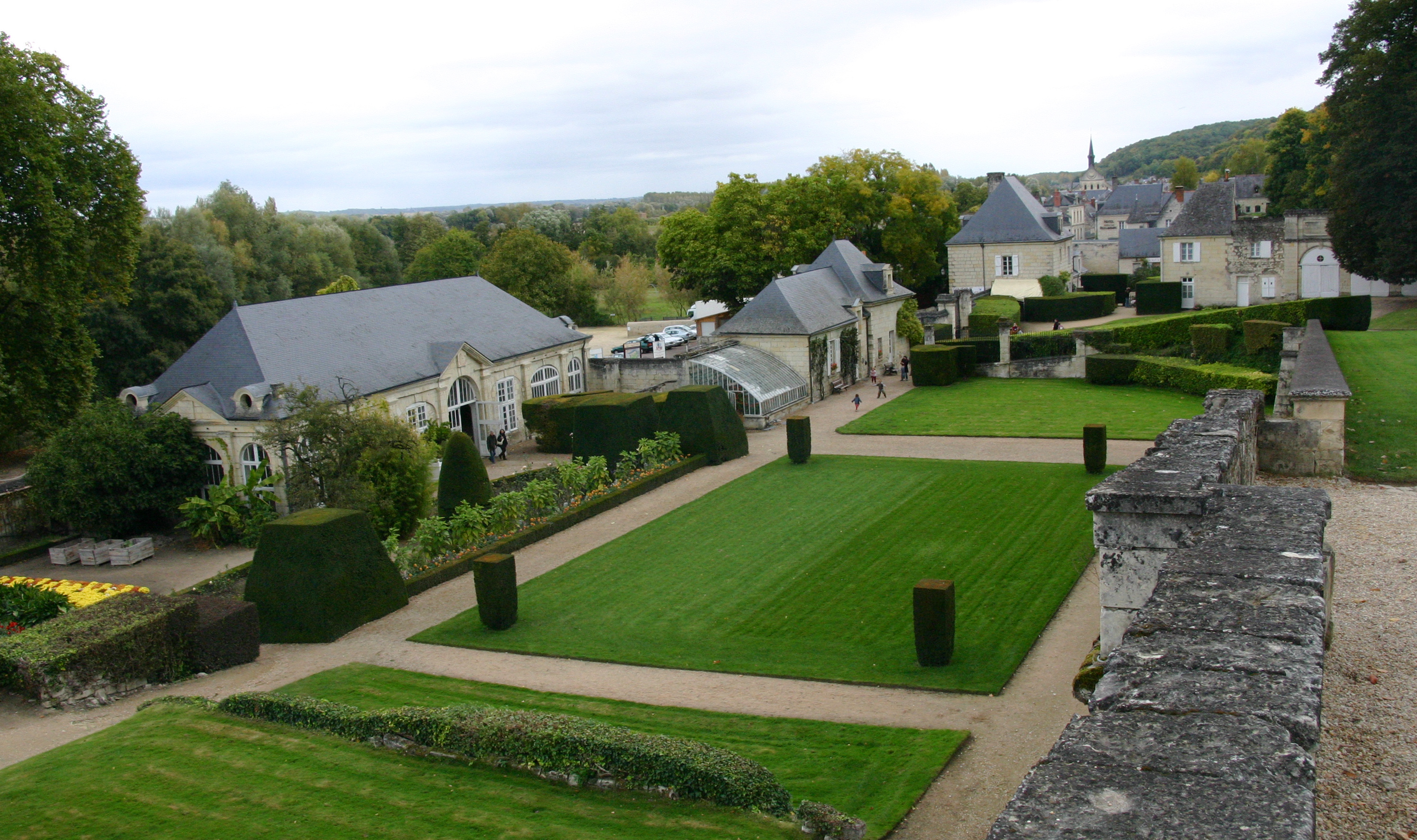
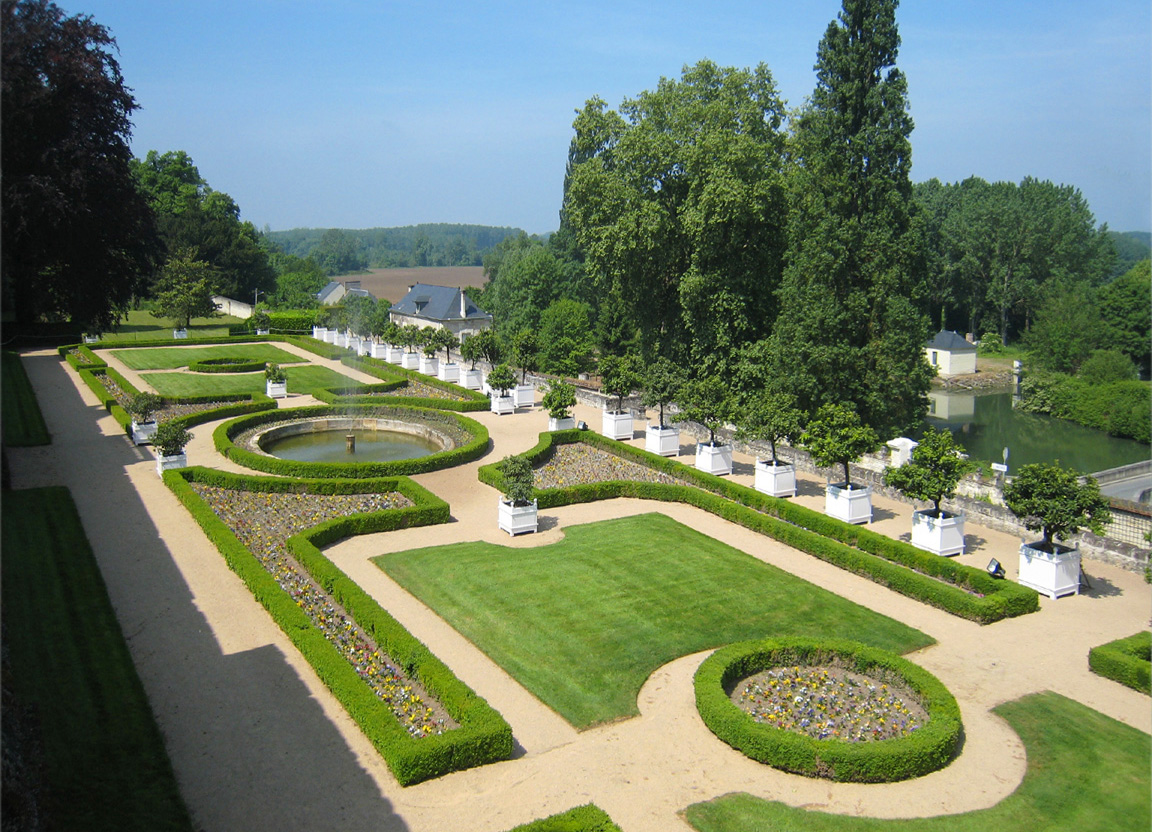
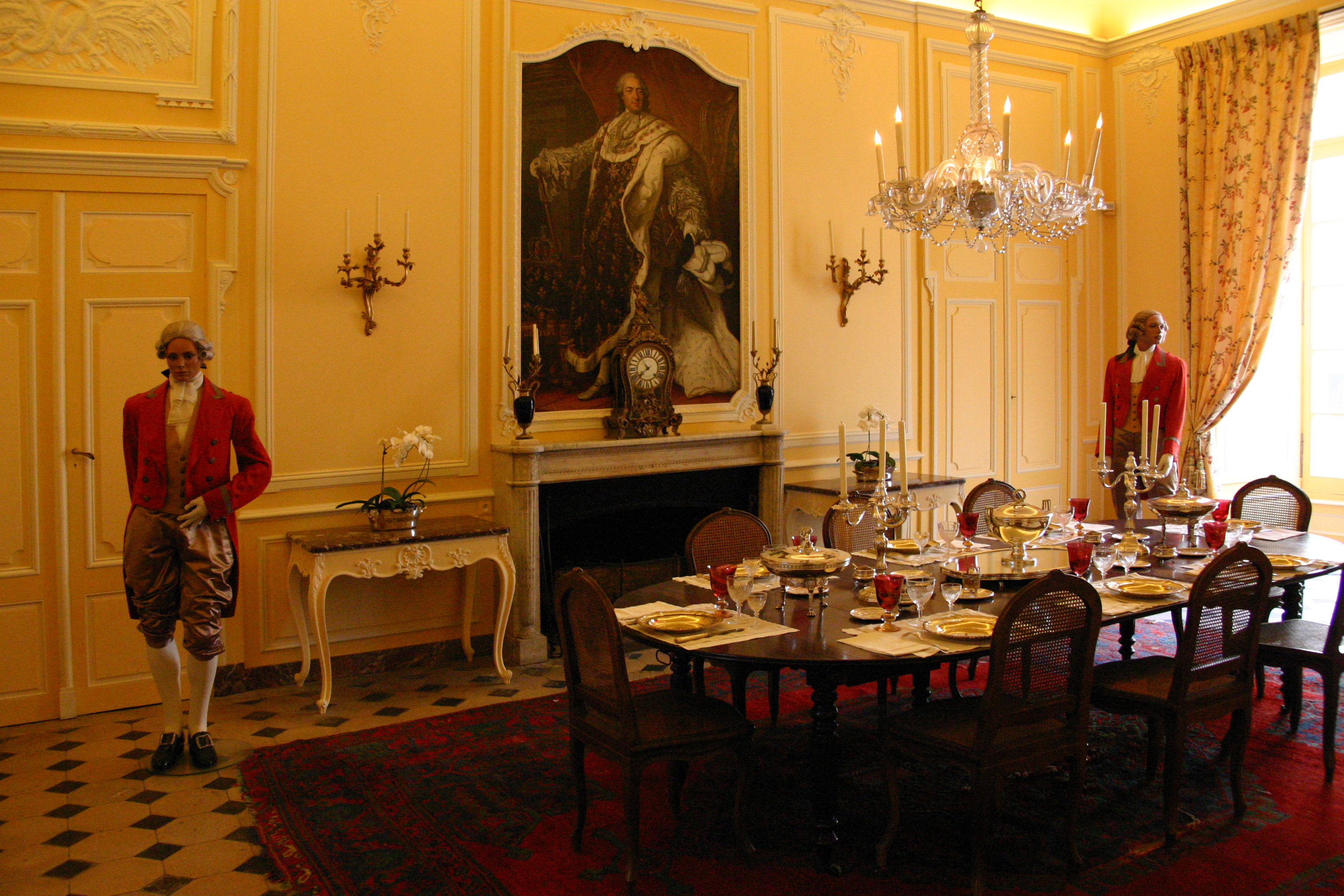
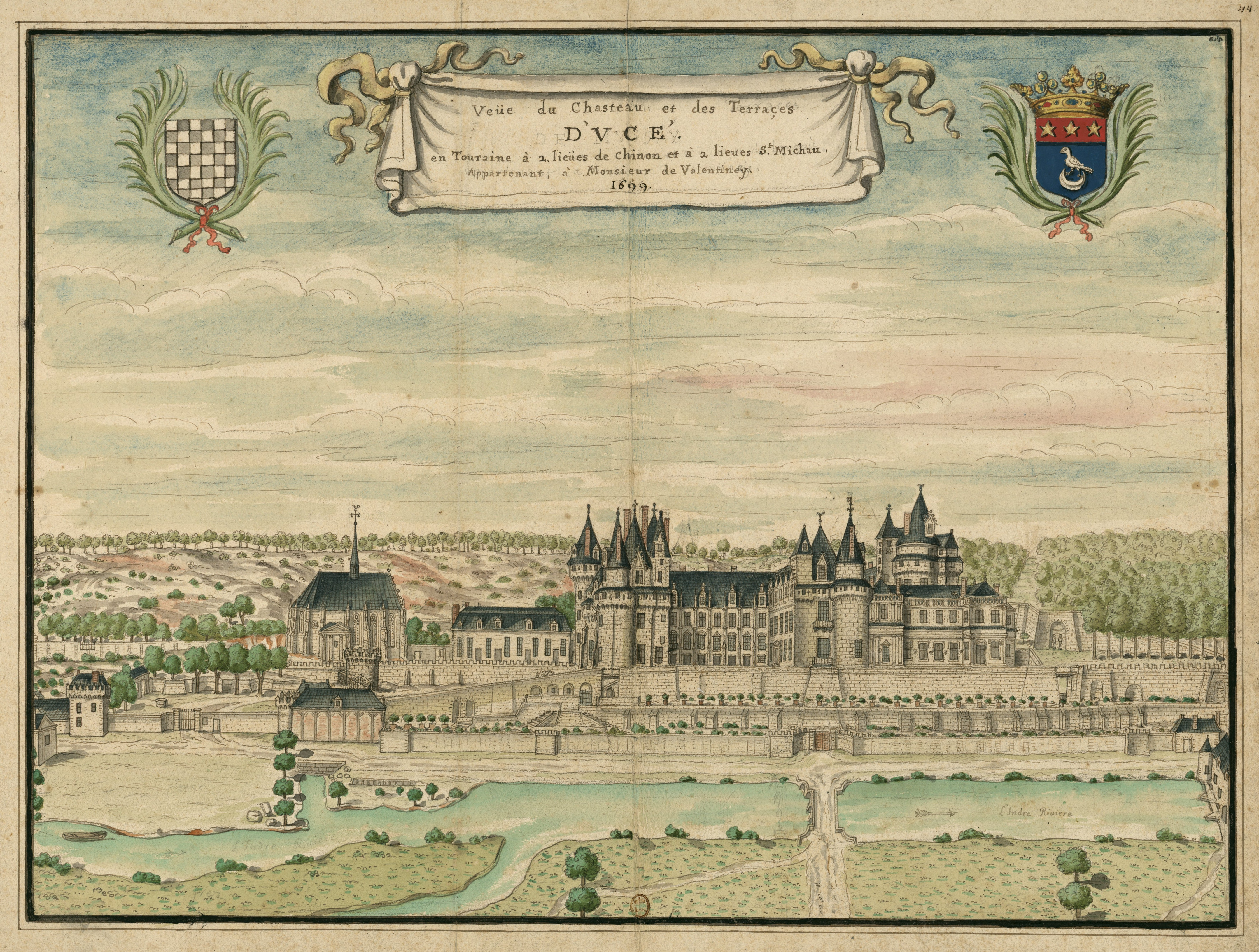
1699年に描かれた全景
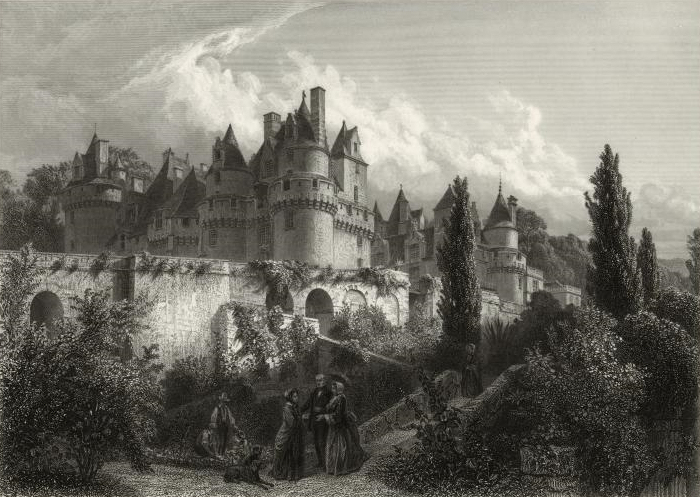
1855年（カール・ジラルデ画）